# Méthylaluminoxane
Le méthylaluminoxane, souvent appelé MAO, est un mélange de composés organoaluminiques de formule chimique approximative (Al(CH3)O)n. Il est généralement distribué en solution dans des solvants aromatiques, souvent le toluène mais aussi le xylène, le cumène ou le mésitylène. Utilisé en fort excès, il active des précatalyseurs pour la polymérisation des alcènes,. Il peut être obtenu par hydrolyse incomplète du triméthylaluminium Al2(CH3)6, comme indiqué par l'équation idéalisée :
n/2 Al2(CH3)6 + n H2O ⟶ (Al(CH3)O)n + 2n CH4.
Divers mécanismes ont été proposés pour la formation du MAO. Il existe par ailleurs des analogues bien définis de ce composé avec des substituants tert-butyle,.
Le MAO est bien connu pour être un activateur de catalyseurs de polymérisation d'alcènes par catalyse homogène. En catalyse de Ziegler-Natta classique, du chlorure de titane(III) TiCl3 activé au triméthylaluminium Al2(CH3)6. Ce dernier n'active que faiblement les précatalyseurs homogènes comme le dichlorure de zirconocène (η5-C5H5)2ZrCl2, mais Walter Kaminsky et al. ont découvert dans le milieu des années 1970 que les dichlorures de métallocènes du groupe 4 sont en revanche très fortement activés par le MAO, en donnant les catalyseurs de Kaminsky. Cet effet a été découvert en versant un petite quantité d'eau sur un système catalytique Ziegler-Natta, qui s'en est trouvé activé.
Le MAO intervient de plusieurs manières dans le processus d'activation. Il intervient dans l'alkylation du chlorure de métal précatalyseur en donnant des intermédiaires méthyle de titane ou de zirconium. Il intervient également en retirant un ligand du précatalyseur méthylé pour donner un catalyseur insaturé électrophile. Ce catalyseur activé est une paire d'ions formée du catalyseur cationique et d'un dérivé anionique du MAO faiblement basique. Le MAO permet également d'éliminer les impuretés protiques.